# Tupolew Tu-75
Die Tupolew Tu-75 (russisch Туполев Ту-75, NATO-Codename: „Cart“) ist ein vom sowjetischen Konstruktionsbüro Tupolew entwickeltes militärisches Transportflugzeug aus den 1950er-Jahren. Sie wurde aus der Tupolew Tu-70 entwickelt, die wiederum auf dem Tupolew Tu-4-Bomber basierte, jedoch einen neu entwickelten Rumpf besaß und speziell für Transportaufgaben entwickelt wurde.

## Beschreibung
Bei der Tu-75 handelt es sich um einen viermotorigen Tiefdecker mit Bugradfahrwerk und konventionellem Leitwerk in Ganzmetallbauweise. Gegenüber dem Ausgangsmuster wurde die Zelle verstärkt, ein höheres Abfluggewicht zugelassen und die Treibstoffkapazität um etwa 50 Prozent erhöht. Die Kabine verfügte über keinen Druckausgleich, jedoch eine Heckladerampe, mit der kleinere Fahrzeuge und sperrige Ladung an Bord genommen werden konnten. Nur eine Maschine wurde gebaut.
Im Gegensatz zur Tu-70 war die Tu-75 von vornherein nur für eine militärische Nutzung vorgesehen. Es konnten etwa zehn Tonnen Ladung oder bis zu 120 Soldaten auf Faltsitzen an Bord genommen werden. Wie die Tu-4 sollte die Tu-75 je an der Rumpfober- und -unterseite sowie im Heck mit Abwehrbewaffnung ausgerüstet werden. Diese war beim Prototyp auch vorgesehen, jedoch wurde sie nicht eingebaut. Als Avionik waren ein Autopilot, ein Autonavigator mit automatischem Sextant, ein LORAN-Empfänger, ein Funkkompass, ein Instrumentenlandesystem sowie ein Radarwarngerät vorgesehen. Dazu kam noch die übliche Funkausrüstung.
Der Erstflug erfolgte am 21. Januar 1950 durch W. P. Marunow. Die Testphase verlief ohne Zwischenfälle. Bereits im Mai 1950 waren alle Tests erfolgreich abgeschlossen. Im Juli folgenden Jahres nahm das Flugzeug an der Luftparade in Moskau-Tuschino teil. Als primäre Einsatzaufgaben waren Gütertransport, das Absetzen von Fallschirmjägern sowie der Verwundetentransport vorgesehen. Eine Serienfertigung kam dennoch nicht zustande, da für Tupolew die Fertigung des Tupolew Tu-85 sowie der düsengetriebene Nachfolger der alternden Tu-4 auf dem Produktionsplan stand. Es gab keine freien Ressourcen, um die Maschine in die Fertigung zu nehmen.
Die Maschine wurde einige Jahre als Transportmaschine genutzt und musste 1954 nach einem Absturz nahe Kasan abgeschrieben und verschrottet werden.

## Technische Daten
| Kenngröße             | Daten                                                                   |
| --------------------- | ----------------------------------------------------------------------- |
| Besatzung             | 6                                                                       |
| Länge                 | 35,61 m                                                                 |
| Spannweite            | 44,25 m                                                                 |
| Höhe                  | 9,10 m                                                                  |
| Flügelfläche          | 162,7 m²                                                                |
| Flügelstreckung       | 12,03                                                                   |

Dreiseitenansicht der Tu-70 und der Tu-75 (Frachter)

| Tragflächenbelastung  | - minimal (Leermasse): 232 kg/m² - maximal (max. Startmasse): 402 kg/m² |
| Leermasse             | 37.810 kg                                                               |
| max. Startmasse       | 65.400 kg                                                               |
| Höchstgeschwindigkeit | 545 km/h (auf 9000 m Flughöhe)                                          |
| Dienstgipfelhöhe      | ca. 9500 m                                                              |
| Reichweite            | 4140 km                                                                 |
| Triebwerke            | 4 × Schwezow ASch-73 TKNW mit je 2.400 PS (ca. 1.770 kW)                |